# Szojuz–8
A Szojuz–8 (orosz: Союз 8) szovjet háromszemélyes Szojuz űrhajó. Kétszemélyes változatra átalakítva alkalmazták. Föld körüli pályán együtt repült az aktív Szojuz–6-tal és a passzív Szojuz–7 űrhajóval. A három űrhajót egymás követő napokon indították.

## Küldetés
A program fő feladata a Földről irányított és az autonóm navigációs űrrandevú, a földfelszíni, légköri, csillagászati és orvosi megfigyelések, valamint a kapcsolódó mérések végrehajtása.
A hármas repülés fő eredménye a földi irányítástól függetlenül végzett hely- és pályameghatározás. Az űrhajósok által irányított űrhajók segítségével is megoldható két vagy több űrhajó megközelítése, csatlakozása, elválása. 500 méteres megközelítési távolságban, mintegy 30 megközelítési manővert gyakoroltak.

## Jellemzői
Központi tervező iroda CKBEM <= Центральное конструкторское бюро экспериментального машиностроения (ЦКБЕМ)> (OKB-1 <= ОКБ-1>, most OAO RKK Energiya im. SP Korolev <= ОАО РКК Энергия им. С. П. Королёва> – Központi Kísérleti Gépgyártási Tervezőiroda). Az űrhajót kis átalakítással emberes programra, teherszállításra és mentésre (leszállásra) tervezték.
1969. október 13-án a Bajkonuri űrrepülőtér indítóállomásról egy Szojuz hordozórakéta (11А511) juttatta Föld körüli, közeli pályára. Az orbitális egység pályája 88,61 perces, 51,69 fokos hajlásszögű, az elliptikus pálya perigeuma 205 kilométer, apogeuma 222 kilométer volt. Hasznos tömege 6646 kilogramm. Az űrhajó napelemek nélkül, kémiai akkumulátorokkal 14 napos program végrehajtására volt alkalmas. Összesen 4 napot, 22 órát, 50 percet töltött a világűrben, 80 alkalommal kerülte meg a Földet.
Felépítése megegyezik a Szojuz–4 űrhajóval, de belső változtatásokon ment keresztül. Elhagyták az automatikus űrrandevú rádiótechnikai elemeinek egy részét, az orbitális kabin levegőfeltöltő rendszerét és a szkafandereket. Elhelyezték a kis tolóerejű helyzetváltoztatást segítő rakéták (gázfúvókák) irányítókarját, az egyik ablakhoz szerelték a szextánst. A megközelítéseket a Szojuz–6 fedélzetéről Valerij Kubaszov filmezte.
A Szojuz–6 Föld körüli pályán együtt repült az egymás utáni napokon felbocsátott Szojuz–7 és Szojuz–8 űrhajókkal, aktívan részt vett a közös manőverekben. Egymás megközelítésében a Szojuz–6 az aktív űrhajó szerepét játszotta. A földi irányítóközpont automatikus vezérléssel közelítette egymáshoz az űrhajókat, majd az űrhajósok rádiókapcsolat segítségével kézi vezérléssel közelítették meg egymást. A fedélzetről filmezték a Szojuz-7 és Szojuz–8 közös űrrepülését, illetve az összekapcsolódási kísérleteket. A három űrhajó csoportos űrrepülése 4 óra 29 percig tartott, azaz három Föld körüli keringésen keresztül. A Szojuz-7 és Szojuz–8 35 óra 19 percen (mintegy 24 keringésen) keresztül páros repülést hajtott végre, ahol a Szojuz–8 aktív szereplő volt.
Október 18-án a 81. fordulatban belépett a légkörbe, hagyományos leszállási technikával – ejtőernyős leereszkedés – Karagandi városától 145 kilométerre északnyugatra érkezett vissza a Földre.

## Személyzet
- Vlagyimir Alekszandrovics Satalov űrhajós parancsnok
- Alekszej Sztanyiszlavovics Jeliszejev űrhajós kutatómérnök

### Tartalék személyzet
- Andrijan Grigorjevics Nyikolajev űrhajós parancsnok
- Vitalij Ivanovics Szevasztyjanov űrhajós kutatómérnök